# Pont du Nau de Châlons-en-Champagne
Le Pont du Nau est situé à Châlons-en-Champagne, il passe au-dessus du Nau. Il y avait là un pont au Ve siècle, mais l'actuel a été reconstruit en 1829, au croisement des rues de la Marne et Lochet. Depuis 1861, il ne constitue plus qu'un demi pont, depuis que la rivière a été recouverte pour former la rue Lochet. 
Le pont est inscrit à l'inventaire des monuments historiques .

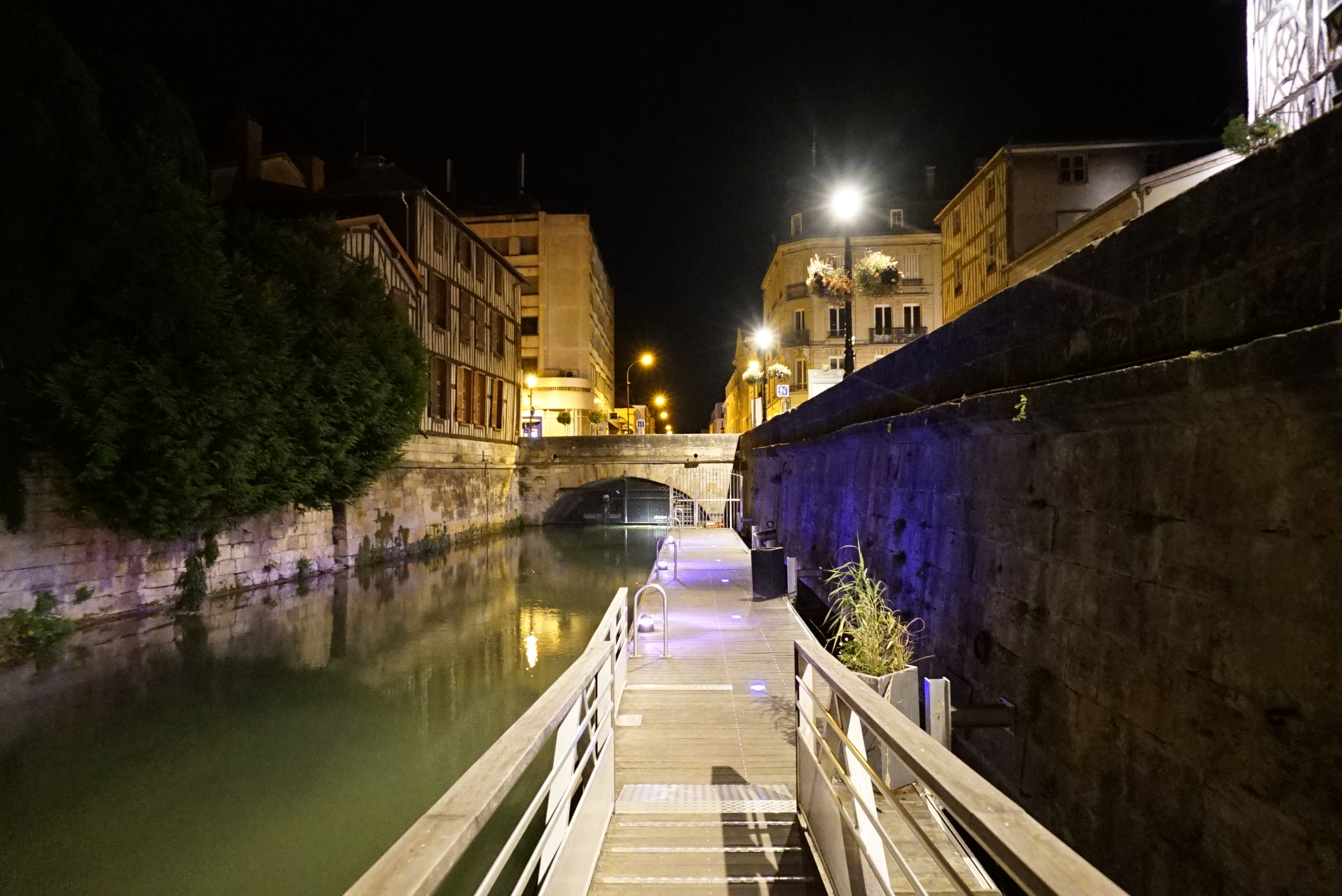
Vue depuis le Nau.